# Makói szobrok listája
Ez a szócikk a Makón található szobrokat sorolja fel.
- Bartók Béla-szobor
- Dobsa Lajos-szobor
- Erdei Ferenc-szobor (Erdei Ferenc tér)
- Erdei Ferenc-szobor (Posta utca)
- Erzsébet királyné szobor
- Fekvő nő
- Galamb József-szobor (Széchenyi tér)
- Galamb József-szobor (szakképző iskola)
- Hagymaszobor
- Hollósy Kornélia-szobor
- Hősi emlékmű
- Immaculata-szobor
- József Attila-szobor
- Juhász Gyula-szobor
- Kavicson ülő lány
- Kossuth Lajos-szobor
- Megfáradt ember szobor
- Megriadt nő
- Mementó-szobor
- Návay Lajos-szobor
- Návay Tamás-szobor
- Öcsi-szobor
- Páger Antal-szobor
- Petőfi Sándor-szobor
- Pulitzer József-szobor
- Szabó György-szobor
- Ságvári Endre-szobor
- Szentháromság-szobor
- Szent Anna-szobor
- Szent István-szobor
- Támaszkodó női akt
- Tóth Aladár-szobor